# Distrito de Locroja
El Distrito peruano de Locroja es uno de los once distritos que conforman la Provincia de Churcampa, ubicada en el Departamento de Huancavelica, bajo la administración del Gobierno Regional de Huancavelica, en la zona de los andes centrales del Perú.  Limita por el norte con los distritos de Churcampa y San Pedro de Coris; por el sur con la Provincia de Acobamba; por el este con los distritos de Churcampa y San Miguel de Mayocc; y, por el oeste con el Distrito de El Carmen.
Desde el punto de vista jerárquico de la Iglesia católica, forma parte de la Diócesis de Huancavelica.

## Historia
La fecha de creación de este distrito, por ley dada en el gobierno del Presidente Manuel Pardo y Lavalle, es el 21 de enero de 1875.

## Geografía
La población total en este distrito es de 4 439 personas y tiene un área de 76,76 km².

## Autoridades

### Municipales
- 2011-2014[6]
  - Alcalde: Javier Oré Ignacio, Movimiento independiente regional Unidos Por Huancavelica (UPH).
  - Regidores:  Walter Fredy Ichpas Taipe (UPH), Edgar Janampa Gonzales  (UPH), Juan Pascual Rupay Ruiz (UPH), Delia Ruth Limache Ignacio (UPH), Faustino Marcos Ruiz Saico (Trabajando Para Todos).[7]
- 2007-2010
  - Alcalde: Germán Quispe Yangali[8]

### Policiales
- Comisario:  PNP. No tiene.Centro policial

### Religiosas
- Diócesis de Huancavelica[9]
  - Obispo de Huancavelica: Monseñor Isidro Barrio Barrio.[10]
- Parroquia
  - Párroco: Pbro.  .